# 9. ročník udílení AACTA International Awards
9. ročník udílení AACTA International Awards se konal 3. ledna 2020 v Los Angeles v Kalifornii. Nominace byly oznámeny 10. prosince 2019.

## Nominace

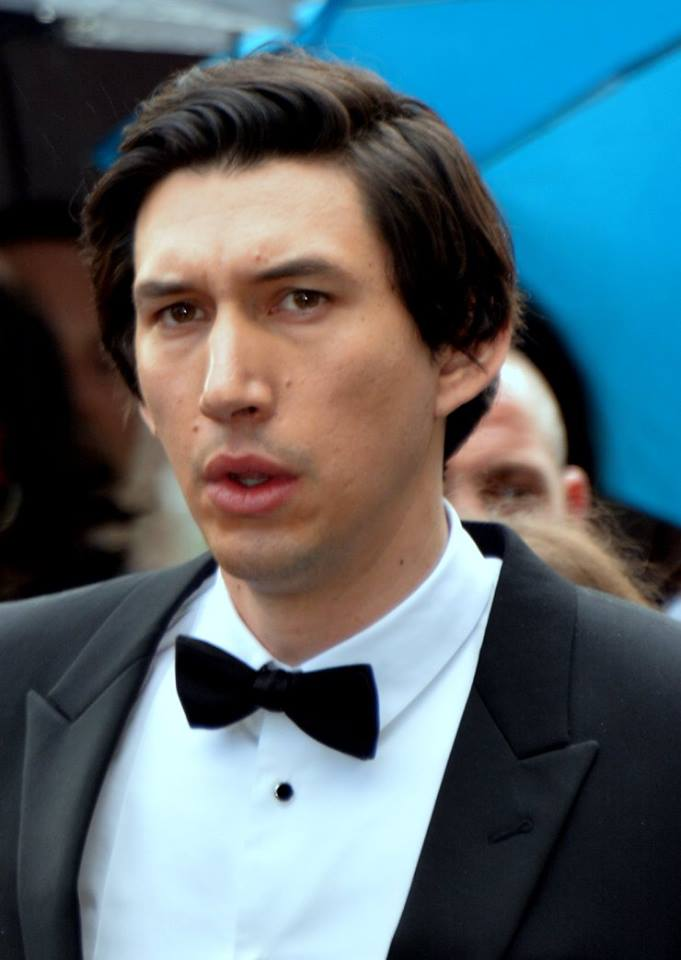
Adam Driver, vítěz v kategorii nejlepší mužský herecký výkon v hlavní roli za výkon ve filmu Manželská historie

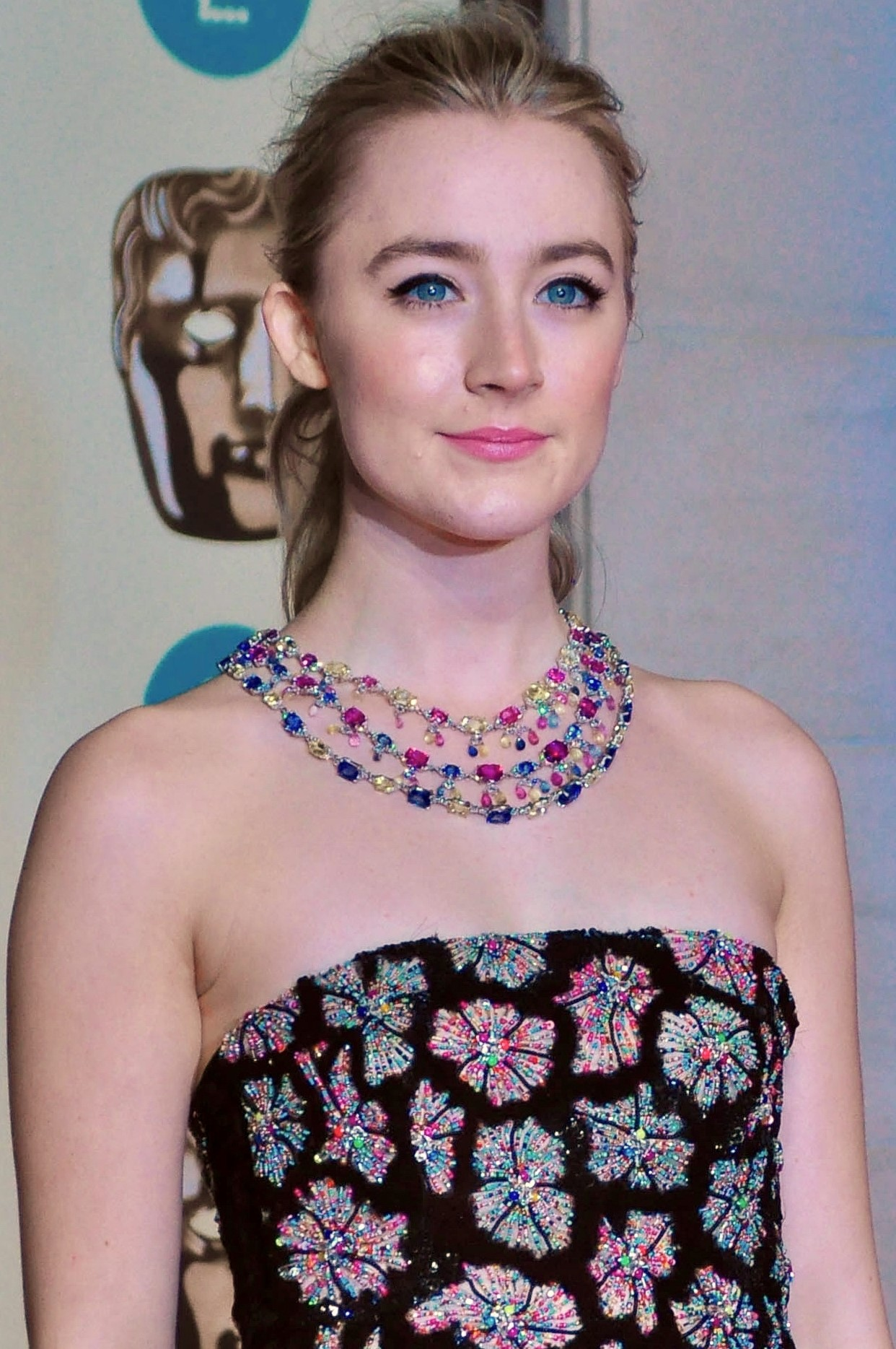
Saoirse Ronan, vítězka v kategorii nejlepší ženský herecký výkon v hlavní roli

### Film
| Nejlepší film | Nejlepší režisér |
| --- | --- |
| Parazit - Irčan - Joker - Král - Tenkrát v Hollywoodu | Quentin Tarantino – Tenkrát v Hollywoodu - Sam Mendes – 1917 - Martin Scorsese – Irčan - Todd Phillips – Joker - Pong Čun-ho – Parazit |
| Nejlepší mužský herecký výkon v hlavní roli | Nejlepší ženský herecký výkon v hlavní roli |
| Adam Driver jako Charlie Barber – Manželská historie - Christian Bale jako Ken Miles – Le Mans '66 - Antonio Banderas jako Salvador Mallo – Bolest a sláva - Robert De Niro jako Frank Sheeran – Irčan - Joaquin Phoenix jako Arthur Fleck / Joker – Joker | Saoirse Ronan jako Josephine "Jo" March – Malé ženy - Awkwafina jako Billi Wang – Malá lež - Scarlett Johansson jako Nicole Barber – Manželská historie - Charlize Theron jako Megyn Kelly – Šokující odhalení - Renée Zellweger jako Judy Garland – Judy          |
| Nejlepší mužský herecký výkon ve vedlejší roli | Nejlepší ženský herecký výkon ve vedlejší roli |
| Brad Pitt jako Cliff Booth – Tenkrát v Hollywoodu - Al Pacino jako Jimmy Hoffa – Irčan - Joe Pesci jako Russell Bufalino – Irčan - John Lithgow jako Roger Ailes – Šokující odhalení - Song Kang-Ho jako Kim Ki-taek– Parazit                              | Margot Robbie jako Kayla Pospisil – Šokující odhalení - Toni Collette jako Joni Thrombey – Na nože - Nicole Kidman jako Gretchen Carlson – Šokující odhalení - Florence Pughová jako Amy March – Malé ženy - Margot Robbie jako Sharon Tate – Tenkrát v Hollywoodu |
| Nejlepší scénář | |
| Taika Waititi – Králíček Jojo - Steven Zaillian – Irčan - Todd Phillips a Scott Silver – Joker - Quentin Tarantino – Tenkrát v Hollywoodu - Pong Čun-ho a Jin Won Han– Parazit                                                                             | |

## Další
- 26. ročník udílení Screen Actors Guild Awards
- 25. ročník udílení Critics' Choice Movie Awards
- 73. ročník udílení Filmových cen Britské akademie
- 77. ročník udílení Zlatých glóbů
- 92. ročník udílení Oscarů